# Phil Keisling
Phil Keisling (* 23. Juni 1955 in Oregon) ist ein US-amerikanischer Geschäftsmann und Politiker (Demokratische Partei).

## Werdegang
Über die Jugendjahre von Phil Keisling ist nichts bekannt. Bevor er ein öffentliches Amt anstrebte, verfolgte Keisling eine Laufbahn als Journalist. In diesem Zusammenhang war er sechs Jahre lang als Reporter und Korrespondent in Portland (Oregon) und Washington tätig. Ferner arbeitete er zwei Jahre lang als Redakteur bei der Washington Monthly.
Er saß im Repräsentantenhaus von Oregon. Bei den Wahlen im Jahr 1990 wurde er zum Secretary of State von Oregon gewählt und 1994 sowie 1998 wiedergewählt. Keisling bekleidete den Posten von 1991 bis zu seinem Rücktritt im November 1999. Während seiner Amtszeit setzte er sich aktiv für das staatliche Briefwahlsystem ein.
Keisling ist heute Senior-Vizepräsident für Marketing in dem Oregon-Hightechunternehmen CorSource Technology Group, Inc. (früher Hepieric, Inc.). Er engagiert sich seit seinem Rücktritt als Secretary of State weiterhin in der Politik und zivilen Angelegenheiten. In diesem Zusammenhang diente er in verschiedenen lokalen, landesweiten und nationalen Ausschüssen, Kommissionen und Organisationen innerhalb und außerhalb der Regierung.
1998 akzeptierte er die Berufung in das Performance Audit Implementation Steering Committee of the Portland Public Schools, welches eine umfassende Reform bei dem finanziell angeschlagenen Verwaltungsbezirk in Erwiderung auf ein unabhängiges Peformanceaudit durchführte.
Als 2003 ein Vorschlag vor die Oregon State Legislature kam die Verantwortung für Audits von staatlichen Agenturen und Programmen von der Audit Division des Secretary of State an die Legislature zu übertragen, sprach sich Keisling zusammen mit vier anderen früheren Secretaries of States von beiden Parteien, Mark Hatfield, H. Clay Myers, Norma Paulus und Barbara Roberts, entschieden dagegen aus.
Keisling ist ein wichtiger Verfechter von Open Primaries in Oregon. In diesem Zusammenhang wirkte und förderte er später ein Weißbuch aus dem Jahr 2004, welches durch das unparteiische Oregon Progress Forum gesponsert wurde. Die Public Commission on the Oregon Legislature schloss Open Primaries unter den weitreichenden Vorschlägen für Reformen der Legislative mit ein. Keisling und Paulus, eine Republikanerin, leiteten eine Unterschriftenaktion, um das Thema auf dem Stimmzettel 2006 zu platzieren. Von den 91.401 abgegebenen Unterschriften waren nur 67 % gültig, so dass die Maßnahme nicht zu Abstimmung kam. Ihr Versuch im Jahr 2008 war erfolgreich. Die Maßnahme 65 wurde auf dem Stimmzettel platziert.
2010 trat Keisling einem neuen landesweiten Handelsverband bei, Smart Grid Oregon, als deren Vorstandsvorsitzender. Die Organisation wurde geschaffen, um die Smart-Grid-Industrie und Infrastruktur im US-Bundesstaat Oregon zu ermöglichen, zu fördern und aufzubauen.
Als ein langjähriger Unterstützer von Open Government diente Keisling im Board of Open Oregon, einer landesweiten Interessenvertretung und einem Überwachungsgremium bei der Durchsetzung des Oregon Public Meeting Law (Sunshine Law) und anderer regierungsgeheimer Angelegenheiten. Ferner ist er Mitbegründer und Vorstandsmitglied von Oregon Public Affairs Network (OPAN), was wesentlich auf dem C-SPAN-Fernsehmodel basiert.